# One Last Time
Singles de Ariana Grande
Santa Tell Me
(2014) Adore
(2015)
One Last Time est une chanson d'Ariana Grande sortie le 22 août 2014. Le single est extrait du deuxième album studio My Everything (2014).
Une version française de la chanson avec le chanteur français Kendji Girac, intitulée One Last Time (Attends-moi), est sortie le 16 février 2015 en France, en Belgique et en Suisse. Une version italienne de la chanson mettant en vedette le rappeur italien Fedez est sortie le 26 mai 2015 uniquement en Italie.

## Accueil commercial
À la suite de l'attentat à la bombe du 22 mai 2017 au Manchester Arena, la chanson est associée sur les plate-formes de téléchargement telles iTunes au fonds d'urgence We Love Manchester créé par le Manchester City Council avec le concours de la Croix-Rouge britannique. Le lendemain du concert caritatif One Love Manchester, le titre devient Numéro 1 des ventes en Grande-Bretagne, alors qu'il était classé 11e quinze jours avant la survenue de ces évènements dramatiques.
Ces évènements arrivant dans la réalité résonnent avec la tonalité fictionnelle dramatique du clip associé au titre, qui montre la chanteuse confrontée à la panique générale que cause une catastrophe disruptive majeure : la chute de météores dans le ciel.

## Classements et certifications

### Classements
| Classement (2015)                       | Meilleure position |
| --------------------------------------- | ------------------ |
| Allemagne (GfK Entertainment)           | 60                 |
| Australie (ARIA)                        | 15                 |
| Autriche (Ö3 Austria Top 40)            | 55                 |
| Belgique (Flandre Ultratop 50 Singles)  | 22                 |
| Belgique (Wallonie Ultratop 50 Singles) | 10                 |
| Canada (Hot 100)                        | 12                 |
| Canada (Adult Contemporary)             | 10                 |
| Canada (CHR/Top 40)                     | 3                  |
| Canada (Hot AC)                         | 11                 |
| Danemark (Tracklisten)                  | 19                 |
| Écosse (OCC)                            | 19                 |
| États-Unis (Hot 100)                    | 13                 |
| États-Unis (Adult Pop Songs)            | 20                 |
| États-Unis (Dance/Mix Show Airplay)     | 4                  |
| États-Unis (Dance Club Songs)           | 39                 |
| États-Unis (Pop Airplay)                | 6                  |
| États-Unis (Rhythmic Songs)             | 5                  |
| France (SNEP)                           | 10                 |
| Irlande (IRMA)                          | 23                 |
| Italie (FIMI)                           | 6                  |
| Japon (Japan Hot 100)                   | 66                 |
| Liban (OLT20)                           | 9                  |
| Norvège (VG-lista)                      | 22                 |
| Nouvelle-Zélande (RMNZ)                 | 22                 |
| Pays-Bas (Nederlandse Top 40)           | 8                  |
| Pays-Bas (Single Top 100)               | 11                 |
| Pologne (ZPAV)                          | 15                 |
| Slovaquie (IFPI Rádio)                  | 17                 |
| Slovaquie (IFPI Singles Digitál)        | 8                  |
| Suède (Sverigetopplistan)               | 22                 |
| Suisse (Schweizer Hitparade)            | 25                 |
| Royaume-Uni (UK Singles Chart)          | 24                 |
| Tchéquie (IFPI Rádio)                   | 36                 |
| Tchéquie (IFPI Singles Digitál)         | 7                  |

| Classement (2017)               | Meilleure position |
| ------------------------------- | ------------------ |
| Australie (ARIA)                | 35                 |
| France (SNEP)                   | 23                 |
| Écosse (OCC)                    | 1                  |
| Espagne (PROMUSICAE)            | 11                 |
| Irlande (Irish Singles Chart)   | 15                 |
| Royaume-Uni (UK Singles Chart)  | 2                  |
| Tchéquie (IFPI Singles Digitál) | 71                 |

| Classement (2015-2016)              | Position |
| ----------------------------------- | -------- |
| Australie (ARIA)                    | 89       |
| Belgique (Flandre Ultratop)         | 79       |
| Belgique (Wallonie Ultratop)        | 24       |
| Canada (Canadian Hot 100)           | 57       |
| Danemark (Tracklisten)              | 71       |
| États-Unis (Billboard Hot 100)      | 67       |
| États-Unis (Dance/Mix Show Airplay) | 44       |
| États-Unis (Pop Songs)              | 36       |
| États-Unis (Rhythmic Songs)         | 34       |
| Italie (FIMI)                       | 28       |
| Pays-Bas (Nederlandse Top 40)       | 49       |
| Pays-Bas (Single Top 100)           | 47       |
| Suède (Sverigetopplistan)           | 69       |
| Royaume-Uni (OCC)                   | 97       |

| Classement (2017)                 | Position |
| --------------------------------- | -------- |
| Japon (Billboard Japan Streaming) | 56       |
| Royaume-Uni (OCC)                 | 38       |

| Classement (2010–2019) | Position |
| ---------------------- | -------- |
| Royaume-Uni (OCC)      | 82       |

### Certifications
| Pays | Certification | Ventes certifiées |
| --- | ------------- | ----------------- |
| Allemagne (BM) | Or            | 200 000^          |
| Australie (ARIA) | 3 × Platine   | 70 000^           |
| Belgique (BEA) | Or            | 15 000*           |
| Canada (Music Canada) | 2 × Platine   | 10 000^           |
| Danemark (IFPI) | Platine       | 60 000^           |
| États-Unis (RIAA) | Platine       | 918,000           |
| France (SNEP) | Or            | 66 666‡           |
| Italie (FIMI) | 3 × Platine   | 150 000‡          |
| Japon (RIAJ) | Or            | 100 000^          |
| Norvège (IFPI) | 3 × Platine   | 180 000*          |
| Pologne (ZPAV) | 2 × Platine   | 40 000*           |
| Portugal (AFP) | Or            | 10 000x           |
| Royaume-Uni (BPI) | 3 × Platine   | 419,000           |
| Suède (GLF) | 2 × Platine   | 80 000x           |
| *Ventes selon la certification ^Mise en rayon selon la certification xNon précisé par la certification ‡ventes/streaming selon la certification |               |                   |

## One Last Time (Attends-moi)
Singles par Kendji Girac
Elle m'a aimé
(2015) Conmigo
(2015)
Clip vidéo
[vidéo] « One Last Time (Attends-moi) », sur YouTube
One Last Time (Attends-moi) est la version française de la chanson d'Ariana Grande avec le chanteur français Kendji Girac. Elle est sortie en single le 16 février 2015 en France, en Belgique et en Suisse. Cette version est également incluse dans la version de luxe du premier album studio de Girac, Kendji (2015).

### Liste de titres
| 1. | One Last Time (Attends-moi) | 3:14 |

### Classements hebdomadaires
| Classement (2015)                       | Meilleure position |
| --------------------------------------- | ------------------ |
| Belgique (Wallonie Ultratop 50 Singles) | 10                 |
| France (SNEP)                           | 11                 |